# Diocesi di Bonizza
La diocesi di Bonizza (in latino Dioecesis Bonitzensis) è una sede soppressa e sede titolare della Chiesa cattolica.

## Storia
Bonizza, identificabile con Vonitsa in Grecia, è un'antica sede vescovile della provincia romana dell'Epirus Vetus nella diocesi civile di Macedonia. Come tutte le sedi episcopali della prefettura dell'Illirico, fino a metà circa dell'VIII secolo la diocesi di Bonizza era parte del patriarcato di Roma; in seguito fu sottoposta al patriarcato di Costantinopoli.
Michel Le Quien, nell'opera Oriens christianus, menziona la sede Buntitzae o Bonditza tra le nove diocesi suffraganee di Naupacto nel X secolo; lo stesso autore ricorda che in precedenza la città portava il nome di Dodona.
Suffraganea dell'arcidiocesi di Nicopoli con il nome di Dodona, all'inizio del X secolo la sede, con il nome di Bounditza, appare tra le suffraganee di Naupacto nella Notitia Episcopatuum attribuita all'imperatore Leone VI. Di questa diocesi è noto un solo vescovo nel primo millennio cristiano, un anonimo, documentato dall'esistenza del suo sigillo, datato al X o XI secolo.
Eubel, nella sua Hierarchia Catholica Medii Aevi, riporta i nomi di alcuni vescovi titolari Bonditiensis o Bundizensis, sede suffraganea di Corinto e che l'autore identifica con Vonitza.
Dal 1933 Bonizza è annoverata tra le sedi vescovili titolari della Chiesa cattolica; la sede è vacante dal 18 dicembre 1984.

## Cronotassi

### Vescovi greci
- Anonimo † (X/XI secolo)

### Vescovi titolariBonditiensis
- Corrado † (menzionato nel 1369)
- Antonio † (? deceduto)
- Giovanni † (8 agosto 1373 - ?)

### Vescovi titolari
- David Francis Hickey, S.I. † (10 giugno 1948 - 29 febbraio 1956 nominato vescovo del Belize)
- Cornelius Chitsulo † (9 novembre 1956 - 25 aprile 1959 nominato vescovo di Dedza)
- Tadeusz Etter † (22 luglio 1959 - 18 dicembre 1984 deceduto)